# Dominique Audrerie
Dominique Audrerie (né le 27 avril 1953) est un essayiste, juriste et avocat français.

## Biographie
Dominique Audrerie naît le 27 avril 1953. Il fait ses études à l'université Bordeaux I, passe sa thèse en droit public en 1980 et reçoit le titre de docteur en droit de l'environnement. Il est habilité à diriger des recherches depuis 2008.
Il travaille quelques années au ministère de la Culture puis à celui de l'Environnement, où il exerce sa fonction d'inspecteur des sites. En 1993, il accède au poste de directeur d'un conseil d'architecture, d'urbanisme et d'environnement. Membre de l'ordre équestre du Saint-Sépulcre de Jérusalem et de la Société historique et archéologique du Périgord qu'il préside depuis 2018,. Il est également vice-président de l'Institut Eugène Le Roy.
Il devient avocat au barreau de Paris le 17 juin 1998, ainsi que maître de conférences à l'université Bordeaux IV,. Il est également chef départemental des carrières sociales à l'institut universitaire de technologie de Périgueux (Dordogne).
Il est chevalier des Arts et Lettres (arrêté du 24 juin 2024 de la Ministre de la Culture).

## Œuvre
Ses ouvrages sont notamment spécialisés dans le patrimoine, le droit et l'histoire.

### Publications
- Chartreuses en Périgord, PLB Le Bugue, 1987
- Visiter Ribérac, Sud Ouest, 1990
- Visiter Brantôme, Sud Ouest, 1991
- Visiter le Périgord, Sud Ouest, 1991
- Visiter Saint-Front, Sud Ouest, 1995 (réédition, 2006)
- Connaître les châteaux du Périgord, Sud Ouest, 1997
- La Notion et la protection du patrimoine, PUF, coll. « Que sais-je ? », 1997[9],[10]
- Le Patrimoine mondial, PUF Que sais-je ?, 1998
- Visiter Puyguilhem, Sud Ouest, 1999
- Le Périgord des maisons fortes, Pilote 24, 1999
- Patrimoine et Cité, Confluences, 1999
- La Protection du patrimoine culturel dans les pays francophones, Estem, 2000
- Sites naturels en Périgord, Sud Ouest, 2001
- Questions sur le patrimoine, Confluences, 2003
- Tout le Périgord, Sud Ouest, 2003
- Petit vocabulaire de patrimoine culturel et naturel, Confluences, 2003
- Les Monuments historiques (dir.), Harmattan, 2004
- Naturellement vôtre, Pilote 24, 2004
- Connaître le Périgord, Sud Ouest, 2001 (réédition, 2004)
- La Vallée de la Dronne, PLB Le Bugue, 2004
- Le Périgord des mille et un châteaux, Pilote 24, 2005
- Vie de greniers, Pilote 24, 2006
- La Vallée de l'Isle, PLB Le Bugue, 2006
- Savoir visiter un monument, Sud Ouest, 2007
- Le Château de Hautefort, photographies Bérangère Lomont, Lucien Roulland et Boy de la Tour, Sud Ouest, 2007
- Visiter Hautefort, Sud Ouest, 2007
- Le Patrimoine : le regarder, le posséder, le gérer, le protéger, le transmettre, Sud Ouest, 2008
- La vie de château au siècle passé : une élégance périgordine, Pilote 24, 2008
- Petit vocabulaire d'art liturgique, Confluences, 2009
- Connaître le Périgord, Sud Ouest, 2009
- Petit vocabulaire des fêtes et des danses liturgiques, Confluences, 2010
- Patrimoine et tourisme, PUB, 2010
- Patrimoine et biodiversité, 5e Rencontres patrimoniales de Périgueux (coord.), PUB, janvier 2012
- Patrimoine et mécénat, 6e Rencontres patrimoniales de Périgueux (coord.), co-écrit avec Frédérique Costantini et Anthony Goreau-Ponceaud, PUB, mars 2012
- Patrimoine et développement durable, 7e Rencontres patrimoniales de Périgueux (dir.), PUB, décembre 2012
- Patrimoine et bande dessinée, 8e Rencontres patrimoniales de Périgueux (dir.), PUB, mai 2014
- Le Périgord et la Terre Sainte, PLB éditeur, 2015
- Royal Périgord, sur les pas des têtes couronnées, avec Gautier Mornas, entretien avec Stéphane Bern, éditions confluences, juillet 2018.

### Préface
- Abbé Grégoire : Patrimoine et Cité (textes choisis), préface de Dominique Audrerie, Confluences (Coll. «Voix de la cité»), 1999[11]